# 義父と未亡人 一夜だけの秘め事
『義父と未亡人 一夜だけの秘め事』（ぎふとみぼうじんいちやだけのひめごと）は、竹洞哲也監督の日本映画。

## 概要
2021年8月13日、劇場公開。官能ドラマ作品。脚本の小松公典によると通常の劇場脚本に比べ、セリフやト書きを半分に抑えたという。
特集上映「OP PICTURES+フェス2021」では2021年11月9日より『こぼれ落ちた夜』のタイトルで上映。

## ストーリー
夫の洋介を不慮の交通事故で亡くして3年。あずみは義父の一雄と二人暮らしを続けている。早期退職して現在休職中の一雄は、年々老いを感じてきているが、あずみは食事などを気遣い献身的に世話をしている。一雄はそんなあずみのことを言葉に出さずとも嬉しく思う反面、申し訳なくも感じていた。
ある日、あずみはラブホテル清掃のアルバイト中、スマホを拾う。それは近所の主婦、大坪のものであった。
一方、一雄は再就職しようと就職面接の準備にかかる。公務員の前歴とは関係なく、子供のころ夢だった漁師の面接を受けるのだという。

## 登場人物
- 東あずみ ‐ 乙白さやか
- 東一雄 ‐ 吉田祐健
- 大坪理佳 ‐ 倖田李梨
- 水木愛菜 ‐ 辰巳ゆい
- 宮本輝樹 ‐ 近藤善揮[5]

## スタッフ
- 監督・編集：竹洞哲也
- 脚本：小松公典
- 撮影監督：坂元啓二
- 録音・整音：植田中
- 音楽：與語一平
- 助監督：江尻大、島崎真人
- 制作応援：山本宗介
- スチール：須藤未悠
- 技術協力：中尾正人
- 仕上げ：東映ラボ・テック
- 制作：Blue Forest Film
- 配給：オーピー映画